# 첫사랑 한정
《첫사랑 한정》(初恋限定。 하츠코이 리미텟도[*])은 카와시타 미즈키의 일본의 만화작품. 《주간 소년 점프》2007년 44호부터 2008년 26호까지 연재되었으며, 단행본 누계 발행 부수는 약 85만부. 연재 기간 약 반 년이라는, 사실상의 연재 조기 종료에도 불구하고, 연재 종료 후 2009년 2월에 드라마 CD화, 같은 해 4월에는 애니메이션화되었다.
덧붙여 제목을 한자로 쓰면 〈初恋限定。〉지만, 〈ハツコイリミテッド 하츠코이 리미텟도[*]〉라고 읽는다. 영어 제목도 'Hatsukoi Limited'.

## 줄거리
중학생 혹은 고등학생인 8명의 여학생의 첫사랑에 대한 이야기가 전개된다. 옴니버스 형식.

## 등장인물
이 작품의 등장인물의 이름에는 일정한 법칙이 있어, 이름의 첫 글자의 이니셜을 A 혹은 Z부터 알파벳 순으로 정리할 수 있게 설정되어 있다.

### 여자 중학생
전원이 연재 초기에는 유키노시타 중학교 2학년생이었으며, 작중에서 3학년으로 진급한다.
아리하라 아유미(有原あゆみ)
성우 - 이세 마리야
7월 3일 출생. 혈액형 O형.
좋아하는 음식은 불고기. 취미는 자이츠 마모루와의 장래를 생각하는 일.
자이츠 미사오에게 고백받았으나, 그 남동생 자이츠 마모루를 좋아하게 되어 고민하게 된다. 상당한 괴력을 가지고 있지만, 요리 실력은 별로. 지금까지는 쭉 사랑받는 것에 대해서만 생각해 왔지만, 자이츠 마모루에게 반한 이후로는 직접 사랑하는 것에 대해서도 생각해 보게 된다. 코요이와 함께 〈사랑하는 소녀 동맹〉소속. 알파벳 이니셜 A.
벳쇼 코요이(別所小宵)
성우 - 토요사키 아키
10월 25일 출생. 혈액형 O형.
좋아하는 음식은 전갱이 구이. 특기는 요리.
친오빠를 좋아하는 브라더 콤플렉스를 가진 소녀. 야마모토 미사키를 사랑의 적으로 두고 있었으나, 미사키는 전부터 여동생이 갖고 싶었다고 하면서 코요이를 귀여워하고 있다. 야마모토를 마음 속에서 〈대마왕〉이라는 호칭으로 부른다. 어머니는 이미 돌아가셨다. 아유미와 함께 〈사랑하는 소녀 동맹〉소속. 또한 (자칭) 메론빵 애호연구추진위원회의 회원. 알파벳 이니셜 B.
치쿠라 나오(千倉名央)
성우 - 후지무라 아유미
12월 30일 출생. 혈액형 A형.
좋아하는 음식은 아이스크림. 취미는 그림 그리기와 독서.
상냥한 성격의 어른스러운 소녀. 미술부 소속. 미술부 선배인 렌죠 유키토를 좋아하게 된다. 소가베 히로유키의 짝사랑 대상. 가슴이 작은 것에 대해 콤플렉스를 가지고 있다. 알파벳 이니셜 C.
도바시 리카(土橋りか)
성우 - 코토부키 미나코
6월 7일 출생. 혈액형 A형.
좋아하는 음식은 카레라이스. 특기는 운동 전반.
운동 계열의 소녀로 테니스부 소속. 중학생 그룹 5명 중 가장 빨리 남자친구가 생겼으며, 교제 대상은 테라이 하루토. 무표정일 때가 많고 말수도 적어서 테라이에게도 냉담한 반응을 자주 보이지만, 그것은 자신이 연애에 익숙해져 있지 않기 때문이다. 알파벳 이니셜 D.
에노모토 케이(江ノ本慧)
성우 - 이토 시즈카
8월 1일 출생. 혈액형 A형.
좋아하는 음식은 낫토. 특기는 수예.
영국인 할머니를 둔 혼혈로, 연 수입 13억엔의 남자에게 프로포즈받은 적도 있는, 모델 같은 이미지의 조숙한 소녀. 자신도 자신의 외모에 대해 자신감을 갖고 있다. 수예부 소속. 리더십과 책임감이 있으며, 흔히 말하는 츤데레 타입. 남자는 얼굴이라고 공언하고 있었지만, 쿠스다 에츠를 좋아하게 된다. 학교에 오면 웨이브 머리를 트윈테일로 묶는 경우가 많다. 알파벳 이니셜 E.
후도노미야 스미레(不動宮すみれ)
성우 - 카와스미 아야코
연극부 부장. 연극에 필요한 캇파 역을 쿠스다에게 권유한 적이 있다. 이상한 사람. 알파벳 이니셜 F.
안도 소아코(安藤そあこ)
성우 - 고토 사오리
단행본 권말 만화 〈한정소녀〉에 등장하는 소녀. 자타공인 덜렁이로, 속옷을 입지 않고 학교에 오게 된다…. 미술부 소속. 원작 이외에도 소설, 드라마 CD, 애니메이션 캐릭터 송 등에서 대 활약중. 이름은 알파벳 이니셜이 아닌 기호 '&(and)'에서 따왔다.
혼고 유카리(本郷ゆかり)
소설판 오리지널 캐릭터로, 제 1화〈오렌지색 메시지〉의 주인공. 수예부 소속.

### 남자 중학생
이노야마 타케시를 제외한 전원이 연재 초기에는 유키노시타 중학교 2학년생이었으며, 작중에서 3학년으로 진급한다.
쿠스다 에츠(楠田悦)
성우 - 아사누마 신타로
작은 키와 초등학생 같은 외모(동안이란 뜻이 아님), 밝히는 성격을 가진 남자 중학생. 에노모토 케이를 좋아한다.
자이츠 마모루(財津衛)
성우 - 이리노 미유
성실한 성격으로, 장래 구급대원이 되는 것이 꿈으로, 미술부 소속. 소꿉친구인 야마모토 미사키를 좋아한다. 배가 고프면 잘 화내는 타입.
소가베 히로유키(曽我部弘之)
성우 - 사쿠라이 타카히로
망상이 심한 남자 중학생. 치쿠라 나오를 좋아한다. 자신에게 절대적인 자신을 갖고 있었으나, 렌죠 유키토의 등장에 의해 자신감을 잃고 만다.
테라이 하루토(寺井春人)
성우 - 오카모토 노부히코
테니스부 소속. 안경남. 도바시 리카와 교제하고 난 후부터 테니스부 일도 열심히 하게 된다.
이노야마 타케시(猪山毅)
소설판 오리지널 캐릭터. 혼고 유카리의 소꿉친구이지만 에노모토 케이를 동경하게 된다. 혼고 유카리보다 한 학년 아래.

### 여자 고등학생
큐마 나노카를 제외한 전원이 수산절 고등학교 1학년생이었으며, 작중에서 2학년으로 진급. 큐마 나노카는 해가 바뀜에 따라 1학년으로 입학한다.
야마모토 미사키(山本岬)
성우 - 다나카 리에
5월 28일 출생. 혈액형 B형.
좋아하는 음식은 불고기. 취미는 격투기 관전.
반에서 가장 눈에 띄는 쿨한 미소녀. 여자마저도 반하게 할 정도로 매력을 가지고 있다. 벳쇼 요시히코나, 자이츠 마모루 등의 짝사랑 상대라는 것을 눈치채고 있었지만, 본인은 아리하라 유우지에게 호감을 갖게 된다. 자이츠 형제와는 소꿉친구. 자이츠 미사오의 거의 유일한 이해자이기도 하다. 알파벳 이니셜 Y.
와타세 메구루(渡瀬めぐる)
성우 - 시라이시 료코
5월 12일 출생. 혈액형 O형.
좋아하는 음식은 쵸콜릿 파르페. 특기는 수영.
학급 위원장으로, 패밀리 레스토랑에서 아르바이트도 하고 있다. 중학교 때에는 전국 1위를 차지할 정도의 수영 선수였으나, 가슴이 너무 크다는 것에 컴플렉스를 가져 수영을 그만뒀지만, 동경하던 선배인 타케이 겐고로와의 재회로 생각이 바뀐다. 알파벳 이니셜 W.
에노모토 유우(江ノ本夕)
성우 - 사토 사토미
2월 22일 출생. 혈액형 AB형.
좋아하는 음식은 치즈 케이크. 취미는 인간 관찰.
에노모토 케이의 언니. 미사키와 메구루와 사이가 좋다. 케이와는 대조적으로, 동안과 그에 걸맞은 성격을 가지고 있어서, 자매관계가 역전된 것처럼 보인다. 제법 취미가 많아, 노소 관계없이 남자친구가 많다. 특정한 남자에게 호의를 가지고 있는 것은 아니었지만, 자신을 희생하면서까지 유우지를 응원하는 요시히코에게 흥미를 갖게 된다.
큐마 나노카(久間菜の花)
성우 - 야하기 사유리
스위밍 스쿨에서 함께 배웠던 와타세 메구루를 라이벌로 인식해, 그녀의 뒤를 쫓아 수산절 고등학교로 입학. 겉보기에는 초등학생이지만 실력은 상당하다. 별명은 〈Q짱〉이었으나, 본인은 그렇게 불리는 것을 싫어한다.

### 남자 고등학생
자이츠 미사오(財津操)
성우 - 노무라 켄지
자이츠 마모루의 형. 미사키와는 다른 고등학교를 다니고 있다. 아리하라 아유미를 좋아해 그녀를 지켜주고 싶어 하지만, 오해받아 스토커 행위로 발전된 적이 있다. 전봇대 뒤에 숨을 수 없을 정도의 거구와 야쿠자 같은 외모를 가지고 있음. 알파벳 이니셜 Z.
아리하라 유우지(有原有二)
성우 - 요시노 히로유키
아리하라 아유미의 오빠. 흔히 말하는 시스터 컴플렉스로, 여동생을 좋아하고 있다. 야마모토 미사키의 짝사랑 대상이지만, 발렌타인 때 있었던 사건으로 미사키를 무서운 여자라고 인식해 버린다.
벳쇼 요시히코(別所良彦)
성우 - 히노 사토시
벳쇼 코요이의 오빠. 야마모토 미사키를 좋아했지만, 미사키가 친구인 아리하라 유우지를 좋아한다는 것을 알고, 사랑을 응원하게 된다. 코요이의 브라더 컴플렉스에는 괴로워하고 있지만, 상냥한 오빠.
치쿠라 카즈마(千倉一真)
치쿠라 나오의 오빠. 제법 인기가 있다. 아리하라, 벳쇼와는 친구로, 소설판에서는 제2화 〈윈터 포토그래피〉의 주인공을 맡는다. 하지만 애니메이션에서는 미등장.
타케이 겐고로(武居源五郎)
성우 - 나카이 카즈야
열혈 수영 바보. 와타세 메구루의 짝사랑 상대. 와타세 정도 크기의 폭유가 취향.
렌죠 유키토(連城由紀人)
성우 - 이시다 아키라
명문 고등학교 3학년생. 유키노시타 중학교에서 미술부 소속이었으며, 치쿠라 나오가 동경하던 그림을 그린 장본인. 졸업을 앞둔 봄방학을 이용해 중학교 미술부에 잠깐 들리게 된다.
우에무라(上村)
만화가 지망생의 소년. 자신도 인식하고 있듯이 자의식 과잉. 에노모토 유우를 좋아한다.

### 기타
진노우치 시호(陣内 志穂)
소설판 오리지널 캐릭터. 제2화 〈윈터 포토그래피〉의 주인공.

## 출판 정보

### 단행본
| 권  | 판본     | 부제                          | 발행일           | ISBN                   | 표지            | 속표지          |
| --- | -------- | ----------------------------- | ---------------- | ---------------------- | --------------- | --------------- |
| 1권 | 일본어판 | 美少女Ａと野獣Ｚ              | 2008년 2월 4일   | ISBN 978-4-08-874482-7 | 아리하라 아유미 | 아리하라 아유미 |
| 1권 | 한국어판 | 미소녀 A와 야수 Z             | 2008년 7월 25일  | ISBN 978-89-258-1768-2 | 아리하라 아유미 | 아리하라 아유미 |
| 2권 | 일본어판 | イロヅキコミュニケーション    | 2008년 5월 2일   | ISBN 978-4-08-874515-2 | 에노모토 케이   | 벳쇼 코요이     |
| 2권 | 한국어판 | 한 걸음 다가서는 커뮤니케이션 | 2008년 10월 25일 | ISBN 978-89-258-2209-9 | 에노모토 케이   | 벳쇼 코요이     |
| 3권 | 일본어판 | チョコレート・ボマーの憂鬱    | 2008년 7월 4일   | ISBN 978-4-08-874545-9 | 야마모토 미사키 | 치쿠라 나오     |
| 3권 | 한국어판 | 초콜렛 폭파범의 우울          | 2009년 4월 25일  | ISBN 978-89-258-3186-2 | 야마모토 미사키 | 치쿠라 나오     |
| 4권 | 일본어판 | ハツコイリミテッド            | 2008년 9월 4일   | ISBN 978-4-08-874568-8 | 벳쇼 코요이     | 도바시 리카     |
| 4권 | 한국어판 | 첫사랑 한정                   | 2009년 9월 15일  | ISBN 978-89-258-3750-5 | 벳쇼 코요이     | 도바시 리카     |

덧붙여 1권의 부제인 〈미소녀 A와 야수 Z〉에서 A는 아리하라 (아유미), Z는 자이츠 (미사오)의 알파벳 이니셜에서 따왔다.

### 드라마 CD
- 〈첫사랑 한정 ~사랑해라 소녀! 두근두근☆카니발~〉

일러스트 : 카와시타 미즈키
2009년 2월 16일, 슈에이샤 드라마 CD에 의해 발매.
- TV 애니메이션〈첫사랑 한정〉드라마 CD〈무지개색 드롭〉

2009년 8월 26일, 란티스에서 발매.
애니메이션의 내용을 보완하며 야마모토 미사키와 아리하라 유우지에게 초점이 맞춰진 스토리를 수록했다.

### CD
- TV 애니메이션〈첫사랑 한정〉WEB 라디오 CD : DJCD〈사랑색 한정〉

2009년 9월 18일, 마린 엔터테인먼트에서 발매.
WEB 라디오 〈시즈카와 마리야의 사랑색 한정〉을 수록했다.
- TV 애니메이션〈첫사랑 한정〉오리지널 사운드트랙

2009년 8월 5일, 란티스에서 발매.
니지네가 작곡한 〈첫사랑 한정〉 음악은 물론, 스피어의 오프닝 테마 〈Future Stream〉의 풀버전과 marble의 엔딩 테마 〈첫사랑 limited〉의 TV 사이즈, 그리고 제 6화의 엔딩 테마 〈환상의 장소, 각각의 길 위〉OST 버전을 수록하였다.

### 캐릭터송
- Vol. 1 에노모토 케이 & 도바시 리카

2009년 5월 22일 발매.
에노모토 케이의 캐릭터송〈사랑의 ribbon〉, 도바시 리카의 캐릭터송〈빛의 그림자〉, 두 캐릭터의 〈혼잣말〉수록.
- Vol. 2 야마모토 미사키 & 와타세 메구루

2009년 6월 24일 발매.
야마모토 미사키의 캐릭터송〈바뀌어 가는 계절을 넘어서〉, 와타세 메구루의 캐릭터송〈start!!〉, 두 캐릭터의 〈혼잣말〉수록.
- Vol. 3 벳쇼 코요이 & 치쿠라 나오

2009년 7월 23일 발매.
벳쇼 코요이의 캐릭터송〈sweet soda in〉, 치쿠라 나오의 캐릭터송〈하늘에 춤춰요 ~이 꽃이 필 때에~〉, 두 캐릭터의 〈혼잣말〉수록.
- Vol. 4 아리하라 아유미 & 안도 소아코

2009년 8월 5일 발매.
아리하라 아유미의 캐릭터송〈candy home〉, 안도 소아코의 캐릭터송〈time slip〉, 두 캐릭터의 〈혼잣말〉수록.

### 소설
〈소설 첫사랑 한정 ~윈터 포토그래피~〉
저자 : 히라바야시 사와코 / 원작 및 일러스트 : 카와시타 미즈키
2009년 3월 23일, JUMP jBOOKS에 의해 발매.
소설판 오리지널 캐릭터 혼고 유카리와 이노야마 타케시의 에피소드 <오렌지색 메시지>와, 치쿠라 나오의 오빠인 치쿠라 카즈마와 소설판 오리지널 캐릭터 진노우치 시호의 에피소드 <윈터 포토그래피>, 그리고 안도 소아코의 에피소드 <한정소녀 출장판>으로 구성되어 있다.
표지 일러스트는 진노우치 시호, 속표지 일러스트는 안도 소아코.

## 애니메이션
2009년 4월부터 6월까지 BS11 등에서 방송됨. 총 12화.

### 스탭
- 원작：카와시타 미즈키
- 감독：야마카와 요시키
- 시리즈 구성：쿠니사와 마리코
- 캐릭터 디자인：시타야 토모유키
- 소도구 디자인 : 야마카와 코지
- 음악：니지네
- 프로듀서：야마모토 요시히사、나카무라 신이치, 타후 나오히로, 핫타 요코
- 애니메이션 제작：J.C.STAFF
- 제작：《첫사랑 한정》제작위원회

### 주제가
여는 곡 《Future Stream》
작사 : 하타 아키
작・편곡：야마구치 아키히코
노래：Sphere
닫는 곡 《初恋 limited》(첫사랑 limited)
작사：micco
작・편곡：키쿠이케 타츠야
노래：marble
6화 닫는 곡 《幻想の場所、それぞれの道の上》(환상의 장소, 각각의 길 위에)
작사：micco
작・편곡：키쿠이케 타츠야
노래：marble
9화 닫는 곡 《空に舞う》(하늘에 춤춰요)
작사：micco
작・편곡：키쿠이케 타츠야
노래：marble

### 방영 목록
| 화수 | 부제(일본어/한국어)                             | 각본            | 콘티              | 연출              | 작화감독                                    | 총작화감독                    |
| ---- | ----------------------------------------------- | --------------- | ----------------- | ----------------- | ------------------------------------------- | ----------------------------- |
| 1    | 美少女Aと野獣Z 미소녀 A와 야수 Z                | 쿠니사와 마리코 | 야마카와 요시키   | 신보 마사토       | 시마무라 슈이치                             | 시타야 토모유키               |
| 2    | となりの山本さん。 이웃집의 야마모토 씨         | 쿠니사와 마리코 | 야마카와 요시키   | 하시모토 토시카즈 | 이지마 케이코 카토 마유코                   | 야마카와 코지                 |
| 3    | ゆらめきアンバランス 흔들리는 언밸런스          | 쿠니사와 마리코 | 야마카와 요시키   | 오타 토모아키     | 야마다 신야                                 | 시타야 토모유키 하세가와 신야 |
| 4    | 世界の誰より大好きな 세상 누구보다도 좋아하는   | 쿠니사와 마리코 | 오오하타 키요타카 | 타카시마 다이스케 | 사노 케이이치                               | 야마카와 코지                 |
| 5    | とまどいダイビング 망설여지는 다이빙            | 쿠니사와 마리코 | 타카다 코이치     | 키시카와 히로요시 | 스기후지 사유리 시게쿠니 유지               | 하세가와 신야                 |
| 6    | 雪が降り出すその前に 눈이 내리기 전에           | 쿠니사와 마리코 | 야마카와 요시키   | 사토 히카루       | 카토 마유코 와시다 토시야                   | 야마카와 코지                 |
| 7    | キスをしようよ 키스를 하자                      | 쿠니사와 마리코 | 타카다 코이치     | 신보 마사토       | 나카야마 유미                               | 시타야 토모유키               |
| 8    | チョコレート・ボマーの憂鬱 초콜렛 폭파범의 우울 | 쿠니사와 마리코 | 스즈키 요헤이     | 스즈키 요헤이     | 이모토 유키                                 | 야마카와 코지                 |
| 9    | その思い出には満開の 그 추억에는 만개한         | 쿠니사와 마리코 | 야마카와 요시키   | 하시모토 토시카즈 | 사노 케이이치                               | 시타야 토모유키               |
| 10   | カッパファイト! 캇파 파이트!                    | 쿠니사와 마리코 | 오오하타 키요하타 | 후세 야스유키     | 야마다 신야 시미즈 카츠히로                 | 야마카와 코지                 |
| 11   | 少年達の逃避行 소년들의 도피행                  | 쿠니사와 마리코 | 타카다 코이치     | 타카시마 다이스케 | 이지마 케이코 나카야마 유미                 | 야마카와 코지                 |
| 12   | ハツコイリミテッド。 첫사랑 한정                | 쿠니사와 마리코 | 야마카와 요시키   | 야마카와 요시키   | 시타야 토모유키 나카야마 유미 사노 케이이치 | 시타야 토모유키               |

### 한정소녀
단행본 권말 만화〈한정소녀〉의 애니메이션화 작품으로 Blu-ray disc 및 DVD에 수록되고 있다. TV 애니메이션에 등장하지 않은 안도 소아코를 메인으로 한 에피소드이다.
| 화 | 각본            | 콘티          | 연출            | 작화감독                      | 총작화감독      |
| -- | --------------- | ------------- | --------------- | ----------------------------- | --------------- |
| 1  | 쿠니사와 마리코 | 타카다 코이치 | 야마카와 요시키 | 하세가와 신야                 | 시타야 토모유키 |
| 2  | 쿠니사와 마리코 | 타카다 코이치 | 야마카와 요시키 | 시타야 토모유키 이지마 케이코 | 시타야 토모유키 |
| 3  | 쿠니사와 마리코 | 타카다 코이치 | 야마카와 요시키 | 사노 케이이치                 | 시타야 토모유키 |
| 4  | 쿠니사와 마리코 | 타카다 코이치 | 야마카와 요시키 | 사노 케이이치                 | 시타야 토모유키 |
| 5  | 쿠니사와 마리코 | 타카다 코이치 | 야마카와 요시키 | 이지마 케이코                 | 시타야 토모유키 |
| 6  | 쿠니사와 마리코 | 타카다 코이치 | 야마카와 요시키 | 이지마 케이코                 | 시타야 토모유키 |

닫는 곡 《初恋 limited》(첫사랑 limited)
작사：micco
작・편곡：키쿠이케 타츠야
노래：marble

### 미니 코너
매화 본편의 애니메이션 종료후에 3분 정도 〈첫사랑♥방과후 토크〉라는 미니 코너가 방송된다. 본편 애니메이션에 출연하고 있는 여성 성우가 등장하여 애프터레코딩에 대한 대화나 사랑에 대한 대화를 나눈다.

### 라디오
《시즈카와 마리야의 사랑색 한정》(静と茉莉也の恋彩限定（コ・イ・イ・ロ リミテッド）。)
- 진행자는 이토 시즈카 (에노모토 케이 역), 이세 마리야 (아리하라 아유미 역)이다.
- 애니메이트 TV에서 2009년 3월 23일부터 2009년 7월 27일까지 방송되었다.(전 17회)

게스트
- #12 후지무라 아유미 (치쿠라 나오 역)
- #14 아사누마 신타로 (쿠스다 에츠 역)
- #16 고토 사오리 (안도 소아코 역)